# Phrynocephalus arabicus
Phrynocephalus arabicus este o specie de șopârle din genul Phrynocephalus, familia Agamidae.